# Heißes Blut (1978)
Heißes Blut (Originaltitel: Bloodbrothers, deutsch Blutsbrüder) ist ein amerikanischer Coming-of-Age-Film aus dem Jahr 1978, der auf dem Roman Bloodbrothers von Richard Price basiert. Die Hauptrollen spielen Richard Gere, Paul Sorvino, Tony Lo Bianco und Marilu Henner. Der Film war bei der 51. Oscarverleihung 1979 in der Kategorie „Bestes adaptiertes Drehbuch“ nominiert.

## Handlung
Der Film erzählt die Geschichte eines Heranwachsenden aus einer italienischstämmigen Arbeiterfamilie, einer Familie eines Bauarbeiters aus der Bronx. Tommy De Coco und sein Bruder Louis, wegen seiner Körperfülle Chubby genannt, sind Baustellenarbeiter mit dem Lebens- und Familienbild eingewanderter Italiener der Arbeiterklasse aus der Bronx.  Dazu gehören Machogehabe unter Männern, die Ehefrau am Herd, geheiratet wird ein braves Mädchen, aber vorher streut man ordentlich den eigenen Samen unter jungen, spaßorientierten Frauen. Viele Probleme werden nicht angesprochen, und für manch ein Verhalten findet die Familie keine Antwort, zum Beispiel, als der jüngere Sohn Albert sich weigert zu essen und eine Magersucht aufbaut.
Stony De Coco, Tommys älterer Sohn, ist hin- und hergerissen zwischen Loyalität gegenüber seiner Familie und der Flucht aus dem beschriebenen sozialen Umfeld. Sein Vater Tommy träumt davon, eines Tages zusammen mit Stony als De Coco and Son auf der Baustelle zusammenzuarbeiten. Stony dagegen zieht es woanders hin; er möchte mit Kindern arbeiten. Über einen wohlmeinenden Doktor erhält er die Möglichkeit, auf einer Kinderstation eines Krankenhauses als Reha-Assistent zu arbeiten, um auf diese Weise in die Arbeit mit Kindern hineinzuschnuppern. Er findet dort Erfüllung; beispielsweise erzählt er den Kindern mit Freude aufbauende Geschichten. Für Tommy ist das Frauenarbeit.
Unterstützung sucht Stony außerhalb seiner Familie in Form einer Freundin. Nachdem er Cheri, einem spaßorientierten Mädchen, einen Laufpass gegeben hat, fängt er eine Beziehung mit Annette an, einer Disco-Kellnerin, die ihm den Rücken stärkt für die Rebellion gegen die Macho-Traditionen des Vaters, insbesondere den exzessiven Alkoholkonsum und den Umgang mit Frauen. Um die familiäre Situation noch weiter zu verkomplizieren, zeigt Stonys Mutter Marie eine Borderline-Persönlichkeitsstörung.
Stony leidet unter der Egozentrik und den brutalen Methoden seines Vaters, möchte aber auch nicht mit der Familie als solche brechen. Er muss seinen eigenen Weg gehen. Am Ende des Films verlässt Stony die Familie und nimmt seinen psychisch angeschlagenen Bruder Albert mit.

## Auszeichnungen
Bei der Oscarverleihung 1979 wurde Walter Newman für seine Drehbuchadaption für Heißes Blut in der Kategorie „Bestes adaptiertes Drehbuch“ nominiert.
Die Writers Guild of America nominierte 1979 Newman ebenfalls für seine Bloodbrothers-Adaption für das Beste adaptierte Drama.

## Kritiken
„Mit teils kraftvollen und treffenden, teils etwas melodramatischen und überzogenen Mitteln zeichnet der Film das Bild einer kranken Familie, in der sich eine zum Besitzanspruch degenerierte Liebe, Männlichkeitswahn und Doppelmoral zu einem erstickenden Klima verdichtet haben.“